# Кам'янський річковий порт
Кам'янський річковий порт — розташований на правому березі річки Дніпро. Заснований 1878 року, як пристань, яка використовувалася для обслуговування пасажирів, перевезення сільськогосподарської продукції, граніту, піску й металу. Найбільші обсяги перевалки сучасного порту – близько 1,5 млн. т вантажів на рік.
Порт розташований на 475-му км від гирла Дніпра.
Тривалість навігації: з 20 березня до 28 листопада.
Можливий перепад рівня води у причалів. Коливання залежать від роботи Кам'янської ГЕС.
Акваторія річкового порту включає три вантажних причали.

## Керівництво
- Бурхан Сергій Олегович